# Mitrephanes olivaceus
Caça-moscas-de-poupa-peruano ou piuí-oliváceo (Mitrephanes olivaceus) é uma espécie de ave da família Tyrannidae.
Pode ser encontrada nos seguintes países: Bolívia e Peru.
Os seus habitats naturais são: regiões subtropicais ou tropicais húmidas de alta altitude.